# Wereldkampioenschap voetbal 1978 (kwalificatie)
107 teams schreven zich in voor het Wereldkampioenschap voetbal 1978. Gastland Argentinië en titelverdediger West-Duitsland waren automatisch geplaatst.

## Plaatsen
In Europa waren opnieuw 9,5 tickets beschikbaar, dat werden er uiteindelijk tien in plaats van negen vorig WK. West-Duitsland, Nederland, Polen, Zweden, Italië en Schotland plaatsten zich opnieuw voor het WK, de plaatsen van Joegoslavië, Oost-Duitsland en Bulgarije werden ingenomen door respectievelijk Spanje, Oostenrijk en Frankrijk. Hongarije won de intercontinentale ticket en werd de tiende deelnemer.
In Zuid Amerika plaatsten Brazilië en Argentinië zich net als het vorige WK voor de eindronde. Chili en Uruguay werden uitgeschakeld door Peru en Bolivia, het laatste land verloor de continentale play-off van Hongarije.
In Noord-Amerika werd Haïti uitgeschakeld door Mexico, in Afrika nam Tunesië de plaats in van Zaïre en in Azië/ Oceanië schakelde Iran Australië uit.

## Gekwalificeerde landen

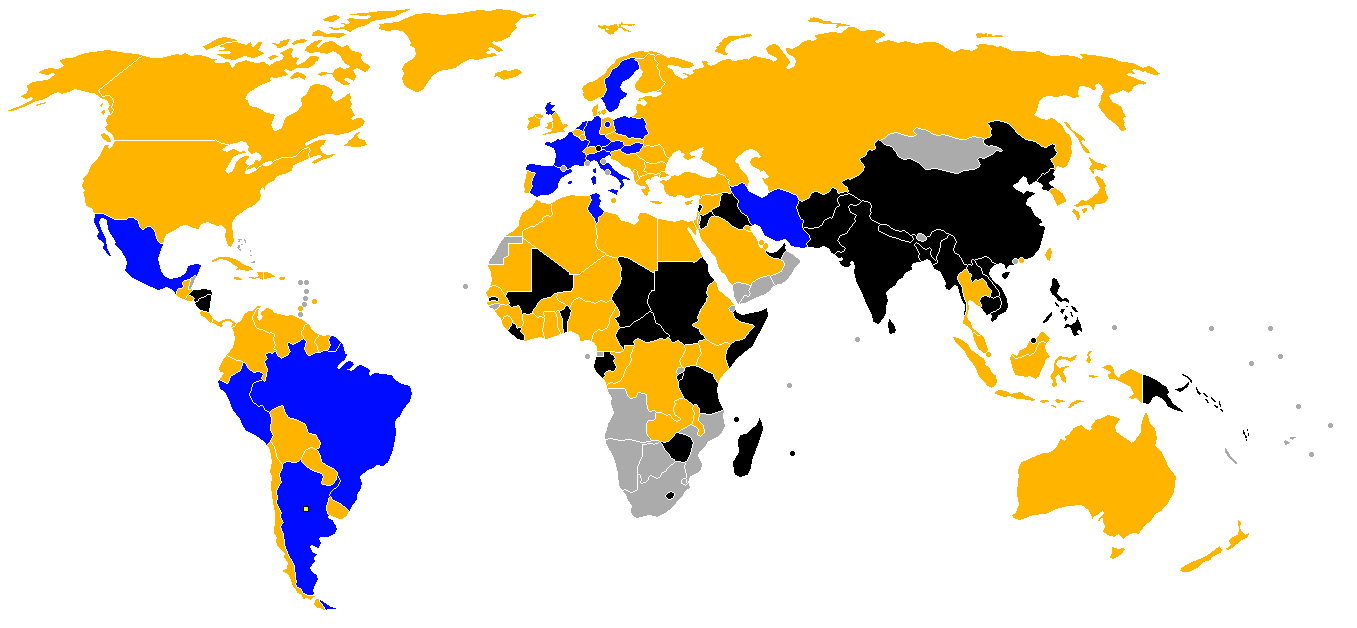
Gekwalificeerd voor het Wereldkampioenschap
Niet gekwalificeerd voor het Wereldkampioenschap
Niet ingeschreven voor de kwalificaties
Geen FIFA-lid

| FIFA-lid       | Confederatie | Kwalificatie             | Aantal dln. (inclusief 1978) | Dln. op rij | Eerste dln. | Laatste dln. | Titels (exclusief 1978) | Beste prestatie |
| -------------- | ------------ | ------------------------ | ---------------------------- | ----------- | ----------- | ------------ | ----------------------- | --------------- |
| Argentinië     | CONMEBOL     | Gastland                 | 7                            | 2           | 1930        | 1974         | 0                       | Tweede          |
| West-Duitsland | UEFA         | Titelverdediger          | 9                            | 7           | 1934        | 1974         | 2                       | Kampioen        |
| Polen          | UEFA         | Winnaar groep 1          | 3e                           | 2           | 1938        | 1974         | 0                       | Derde           |
| Italië         | UEFA         | Winnaar groep 2          | 9e                           | 5           | 1934        | 1974         | 2                       | Winnaar         |
| Oostenrijk     | UEFA         | Winnaar groep 3          | 4e                           | 1           | 1934        | 1958         | 0                       | Derde           |
| Nederland      | UEFA         | Winnaar groep 4          | 4e                           | 2           | 1934        | 1974         | 0                       | Tweede          |
| Frankrijk      | UEFA         | Winnaar groep 5          | 7e                           | 1           | 1930        | 1966         | 0                       | Derde           |
| Zweden         | UEFA         | Winnaar groep 6          | 7e                           | 3           | 1934        | 1974         | 0                       | Tweede          |
| Schotland      | UEFA         | Winnaar groep 7          | 4e                           | 2           | 1954        | 1974         | 0                       | Groepsfase      |
| Spanje         | UEFA         | Winnaar groep 8          | 5e                           | 1           | 1934        | 1966         | 0                       | Vierde          |
| Hongarije      | UEFA         | play-off (UEFA–CONMEBOL) | 7e                           | 1           | 1934        | 1966         | 0                       | Tweede          |
| Brazilië       | CONMEBOL     | Winnaar finalegroep      | 11                           | 11          | 1930        | 1974         | 3                       | Wereldkampioen  |
| Peru           | CONMEBOL     | Tweede finalegroep       | 3                            | 1           | 1930        | 1970         | 0                       | Kwartfinale     |
| Tunesië        | CAF          | Finaleronde              | 1e                           | 1           | n.v.t.      | n.v.t.       | n.v.t.                  | n.v.t.          |
| Iran           | AFC          | Finaleronde              | 1e                           | 1           | n.v.t.      | n.v.t.       | n.v.t.                  | n.v.t.          |
| Mexico         | CONCACAF     | Eerste finalegroep       | 8e                           | 1           | 1930        | 1970         | 0                       | Kwartfinale     |